# Chiesa di San Nicola (Mallare)
La chiesa di San Nicola è un luogo di culto cattolico situato nel comune di Mallare, in via Cattaneo, in provincia di Savona. La chiesa è sede della parrocchia omonima dell'unità pastorale di Val Bormida della diocesi di Mondovì.

## Storia e descrizione

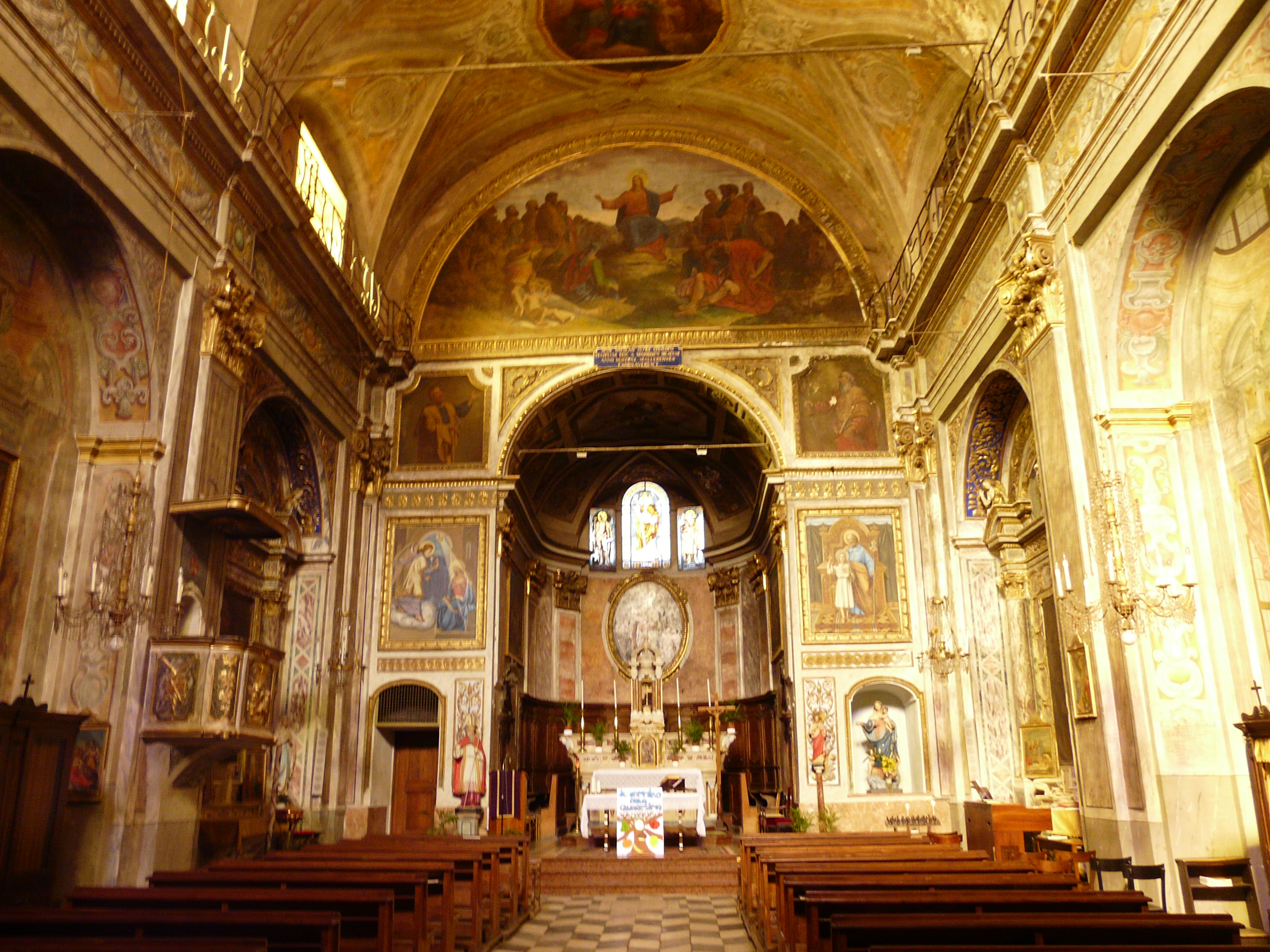
La navata

Secondo alcune fonti storiche il primitivo culto religioso verso san Nicola di Bari si diffuse tra la popolazione di Mallare già dal 1087 quando le reliquie, sottratte da Myra, arrivarono a Bari. Un primario edificio di culto fu edificato in epoca medievale in località Eremita, di fatto il primo corpo dell'attuale santuario omonimo, da un preesistente tempio pagano databile al VI secolo in stile romanico.
L'edificio fu teatro dello storico incontro di riconciliazione, nel 1215, tra le comunità di Alba e Albenga e qui i mallaresi giurarono nel 1516 l'atto di fedeltà ai marchesi Del Carretto quali nuovi feudatari del borgo.
Per sopperire alla crescita della popolazione, nel XVI secolo fu aggiunto al primo edificio romanico un secondo corpo in stile barocco. Analoghe motivazioni porteranno, nel 1570, all'edificazione di un nuovo edificio nel borgo storico "del Carruggio" nei pressi della chiesa della confraternita del Santo Spirito, quest'ultima risalente al 1450. Intitolata al santo di Mira, l'odierno santuario assunse l'intitolazione a santa Maria.

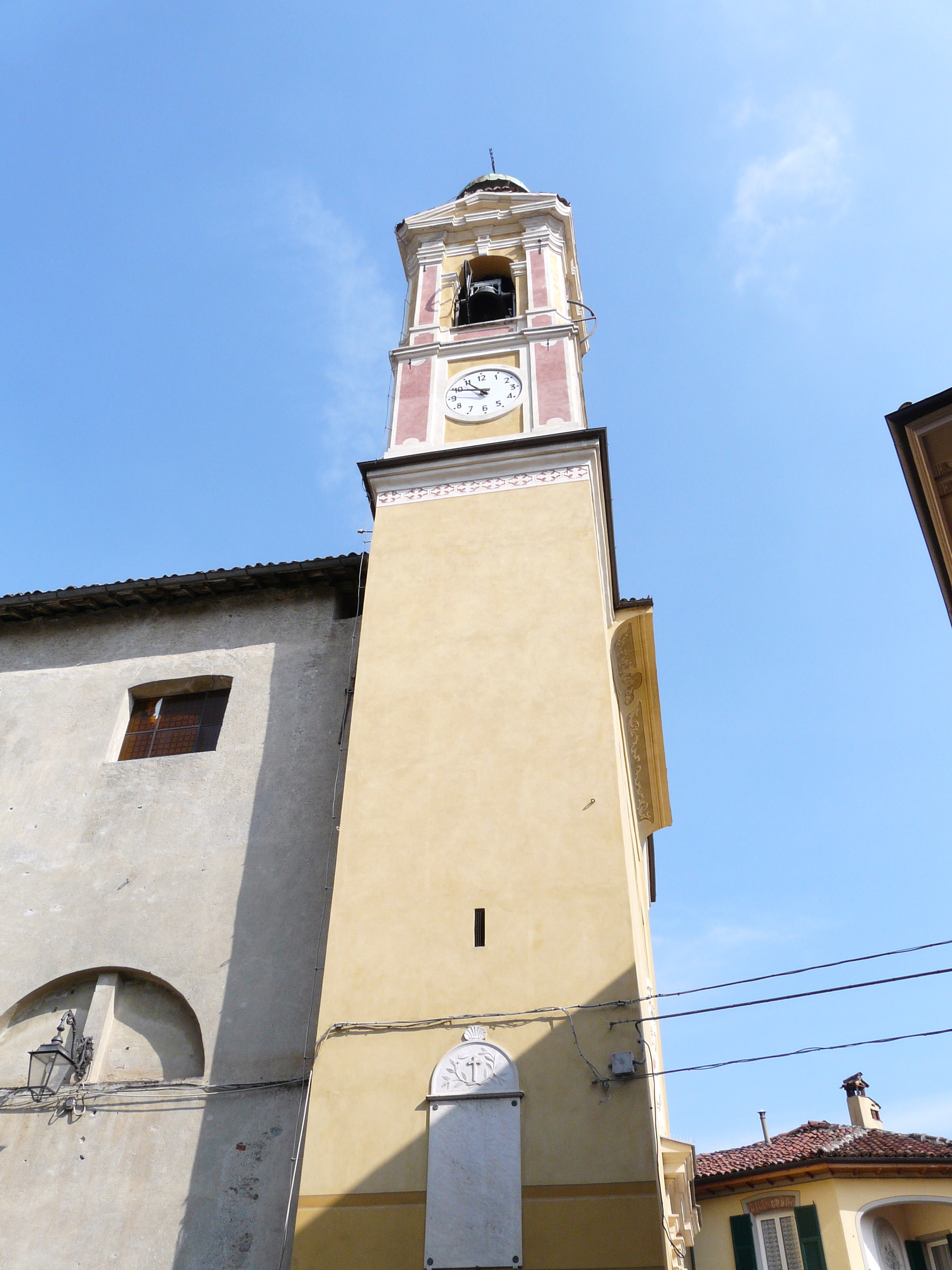
Il campanile

L'attiguo campanile fu edificato nel 1697, mentre alla fine del XIX secolo è databile l'aggiunta del terzo corpo rotondo. La chiesa si presentò quindi ad unica navata, corpo che venne tra il 1632 e il 1637 ingrandito con l'aggiunta di sei altari laterali conservando, però, l'antico presbiterio e coro della precedente chiesa con un evidente contrasto architettonico.
La statua marmorea di San Nicola, presente in una nicchia della facciata esterna, venne scolpita nel 1651.
La facciata ed il campanile sono state oggetto di opere di restauro nel 2004, il tetto nel 2012